# Mount Ronca
Mount Ronca är ett berg i Antarktis. Det ligger i Östantarktis. Australien gör anspråk på området. Toppen på Mount Ronca är 2 298 meter över havet, eller 23 meter över den omgivande terrängen. Bredden vid basen är 0,73 km.
Terrängen runt Mount Ronca är kuperad västerut, men österut är den platt. Trakten är obefolkad. Det finns inga samhällen i närheten.